# Кемуне
Кемуне (вероятно древният град Zakhiku) е археологически обект, нмиращ се в язовир край Мосул и попадащ в област Дахук в Иракски Кюрдистан.
Огкпит е през 2010 г. и е разкрит през 2019 г. Представлява останки от дворец, построен на брега на река Тигър по времето на империята Митани от периода 1500 – 1300 г. пр.н.е.